# Gyrinus borealis
Gyrinus borealis är en skalbaggsart som beskrevs av Aube. Gyrinus borealis ingår i släktet Gyrinus och familjen virvelbaggar. Inga underarter finns listade i Catalogue of Life.